# ژانگ شویینگ
ژانگ شویینگ (چینی ساده: 张雪迎; پین‌یین: Zhāng Xuěyíng؛ زادهٔ ۱۸ ژوئن ۱۹۹۷) همچنین با نام سوفی ژانگ (انگلیسی: Sophie Zhang) نیز شناخته می‌شود، بازیگر اهل چین است. از آثاری که در آنها ایفای نقش کرده است می‌توان به بی‌باک، شمشیرزن و دختر گردباد اشاره کرد.